# Theridion abruptum
Theridion abruptum là một loài nhện trong họ Theridiidae.
Loài này thuộc chi Theridion. Theridion abruptum được Eugène Simon miêu tả năm 1884.